# Cambremer
Cambremer – miejscowość i gmina we Francji, w regionie Normandia, w departamencie Calvados. W 2013 roku populacja ówczesnej gminy wynosiła 1168 mieszkańców.
Dnia 1 stycznia 2019 roku połączono dwie wcześniejsze gminy: Cambremer oraz Saint-Laurent-du-Mont. Siedzibą gminy została miejscowość Cambremer, a nowa gmina przyjęła jej nazwę.